# Servando Vargas
Servando Vargas ist ein ehemaliger mexikanischer Fußballspieler und -trainer. 

## Laufbahn
Als Spieler war Vargas für seinen Heimatverein Reboceros de La Piedad aktiv und gehörte zum Kader der Mannschaft, die die Zweitliga-Meisterschaft in der Saison 1951/52 gewann, wodurch dem Verein der erstmalige Aufstieg in die höchste Spielklasse gelang.
Weil die Reboceros eine Reihe von negativen Resultaten erzielten, wurde der amtierende Trainer José Moncebáez vorzeitig beurlaubt und durch das Trainerduo Antonio Álvarez und Servando Vargas ersetzt. Doch auch sie konnten die entscheidende Wende nicht herbeiführen und so stiegen die Reboceros nach der Saison 1952/53 wieder in die zweite Liga ab. In der Saison 1954/55 übernahm Vargas den kriselnden Vorjahresmeister Club Deportivo Marte und musste auch mit den Marcianos den Abstieg in die Zweitklassigkeit hinnehmen. 

## Privates
Servando Vargas bewohnte mit seiner Familie ein von ihm gekauftes Haus in der calle Cuautla 181 im östlich des Stadtzentrums von La Piedad gelegenen Viertel Perros Bravos. Zusammen mit seiner Frau Anita López hatte er 16 Kinder, unter anderem den Fußballspieler Miguel Vargas López, der in den frühen 1960er Jahren ebenfalls für die Reboceros La Piedad spielte und anschließend bei Atlético Morelia und dem Club Deportivo Zamora unter Vertrag stand. Somit spielte sein Sohn Miguel Vargas für alle drei historisch bedeutsamen Teams aus dem Bundesstaat Michoacán.